# Ulica Gliniana we Wrocławiu

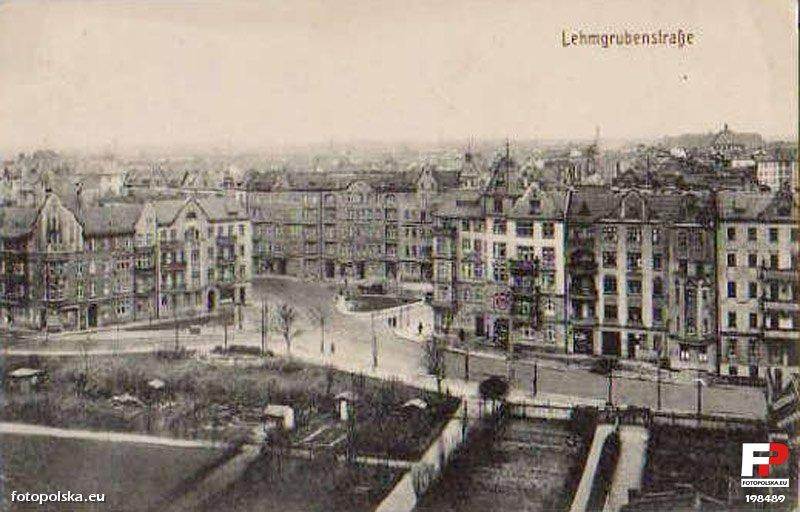
Skrzyżowanie z ul. Łódzką około 1917 r.

Ulica Gliniana – ulica położona we Wrocławiu na osiedlu Huby, w dawnej dzielnicy Krzyki. Ulica ma 1003 m długości w ramach kategorii dróg gminnych. Oprócz tego obejmuje działki o statusie drogi wewnętrznej. Biegnie od skrzyżowania z ulicą Ślężną i Dyrekcyjną, do ulicy Hubskiej. Ulica przebiega przez obszar wpisany do gminnej ewidencji zabytków pod pozycją Huby i Glinianki, którego historyczny układ urbanistyczny podlega ochronie (z wyjątkiem odcinka od ulicy Ślężnej do ulicy Borowskiej). Ponadto przy ulicy i w najbliższym otoczeniu znajdują się obiekty wpisane do gminnej ewidencji zabytków oraz ujęty w rejestrze zabytków kościół św. Henryka z ogrodzeniem frontowym.

## Historia
Historia ulicy wiąże się z lokacją wsi Glinianki dokonaną przez radę Wrocławia w 1346 r. na terenach dawnych pastwisk komunalnych. Założona wieś stanowiła własność miasta i reprezentowała typ podmiejskich osad zagrodowo-warzywniczych (warzywniczo-sadowniczych). Początkowo stosowano do niej nazwę Nowa Wieś (Neudorf) koło Glinianek, którą następnie zmieniono na Glinianki (Lehmgruben). Nazwa ta używana była już w 1353 r. W 1562 r. wieś liczyła 25 zagród, w 1825 r. było tu 61 zagród, a przed włączeniem do miasta było 95 zagród. Wieś miała wówczas 2343 mieszkańców i 5 działek o charakterze wiejskim, a 27 miejskim. Droga prowadząca przez wieś miała kręty przebieg i nigdy nie była publicznym gościńcem. Początkowo zabudowa istniała tylko po jej stronie południowej, a nieregularny przebieg wynikał z narastania na wygonie od połowy XVI wieku nowych gospodarstw zagrodniczych i chałupniczych, zajmujących ulicę poza głównym rzędem zabudowań. Istniejące tu domy długo miały półwiejski charakter. Częściowa regulacja przebiegu ulicy oraz stopniowa zmiana charakteru osady następowała po włączeniu tego obszaru w granice miasta, co miało miejsce w 1868 r. Na bazie drogi przebiegającej przez opisaną wieś powstała ulica o charakterystycznym, krętym przebiegu, uregulowanym tylko częściowo.
Teren pomiędzy ulicą Glinianą a Suchą, Borowską i Gajową nazywany był Polami Stawowymi (Teichäcker). Nazwa ta pochodziła od stawu rybnego istniejącego jeszcze w XVI wieku. Przed włączeniem do miasta tego obszaru wytyczono ulice: Dyrekcyjną, Joannitów i Jana Władysława Dawida, zgodnie z planem Alfreda von Scholtza z 1859 r. Po wspomnianym wyżej włączeniu Glinianek do miasta w 1868 r. rozpoczął się od lat 90. XIX wieku proces powstawania przy ulicy zabudowy o charakterze miejskim. Nieco wcześniej powstawała już zabudowa na terenie wspomnianych Pól Stawowych w rejonie wymienionych ulic, kształtująca pierzeję północą ulicy Glinianej na omawianym odcinku. I tak w 1883 r. zbudowano katolicki kościół pw. św. Henryka, w 1890 r. szkołę elementarną, w 1892 r. szpital dziecięcy św. Anny, a w 1901 r. otwarto pierwsze miejskie ogródki działkowe. Natomiast po stronie południowej i po obu stronach ulicy na odcinku za Polami Stawowymi powstała pierzejowa zabudowa ciągła z kamienicami. Gęsta zabudowa kamienicowa powstała również w rejonie ulic Ślężnej i Borowskiej. Opisana zabudowa powstawała sukcesywnie. I tak pierwsza zabudowa miejska przy ulicy Glinianej powstała przed 1871 r. przy wschodnim krańcu ulicy, gdzie zbudowanych było 11 domów, przy ulicy Borowskiej od Glinianej do Wesołej – 17 domów, oraz pojedyncze domy przy ulicy Glinianej. W latach 1871–1880 przy tej ulicy zbudowano kolejne 4 kamienice, a w latach następnych kolejne 8 budynki. W latach 1900–1910 natomiast powstało przy tej ulicy kolejnych 31 kamienic.
W roku 1889 przy ulicy Glinianej 47/49 otwarty został dom wychowawczy dla osieroconych dzieci imienia Maryi Wspomożycielki (Mariahilf). Placówka powstała z inicjatywy i fundacji hrabiny Eleonory Stolberg. Zakupiono tu działkę i zbudowano dom z przylegającym niewielkim kościółkiem pod tym samym wezwaniem. Patronat nad domem sprawował wrocławski biskup Georg Kopp. Współcześnie budynek nie istnieje.
Innym historycznym już obiektem przy ulicy Glinianej był budynek, stanowiący własność Katedry Wrocławskiej, w którym mieściła się szkoła prac ręcznych i zabaw. W 1918 r. budynek przeznaczono na ochronkę i sierociniec prowadzony przez siostry od św. Wincentego, a od lat 30. XX wieku działający już jako państwowy. Ten budynek również nie istnieje.
Zachował się natomiast budynek przy ulicy Glinianej 22. Został on zbudowany w 1890 r. z fundacji hrabiny Anny von Saurma-Jeltsch, a przeznaczono go na szpital dziecięcy imienia św. Anny prowadzony i utrzymywany przez Śląskie Stowarzyszenie Rycerzy Maltańskich. Po zakończeniu I wojny światowej placówkę przekształcono na szpital ogólny, a po II wojnie światowej do lat 70. XX wieku prowadzono tu szpital kobiecy.
W latach 1890–1893 zbudowano, według projektu z 1889 r. Josepha Ebersa, w tej części miasta pierwszy katolicki kościół pod wezwaniem św. Henryka. Z inicjatywą jego budowy wystąpił biskup Heinrich Förster, a uzasadnieniem potrzeby budowy świątyni był gwałtowny wzrost liczby mieszkańców nowo powstającego osiedla. Nowa parafia została zatwierdzona 9 września 1893 r. Sama świątynia uzyskała neogotycką formę. Obok kościoła powstała, również w neogotyckim stylu plebania, która nie przetrwała do dziś.
Już przed II wojną światową ulicą Glinianą przebiegały linie tramwajowe. Pod koniec lat 30. XX wieku przebiegała tędy linia 6, w ramach której tramwaje kursowały z Tarnogaju w kierunku ulicy Hugona Kołłątaja i dalej ulicą Lotniczą do Pilczyc.
W rejonie osiedla Huby pod koniec II wojny światowej, podczas oblężenia Wrocławia w 1945 r., prowadzone były działania wojenne. Pierwsze pociski w rejonie kościoła św. Henryka spadły już 28 stycznia 1945 r., 19 lutego zniszczeniu uległy witraże, 21 lutego uszkodzeniu uległy wieże kościoła, a 23 marca zniszczeniu uległo prezbiterium, zakrystia i plebania. Pod koniec lutego 1945 r. wysiedlono z tych okolic mieszkańców oraz spalono część zabudowy. Front dotarł do ulicy Przestrzennej (Goethego), równoległej i położonej na południe od ulicy Glinianej, około 25–26 marca 1945 r. W wyniku tych działań znaczna część zabudowy uległa zniszczeniu, choć niektórzy autorzy publikacji wskazują, że w tym rejonie miasta bardzo dużo zniszczeń było wynikiem podpaleń dokonanych przez żołnierzy Armii Radzieckiej dokonanych po zdobyciu tego obszaru, w szczególności przy ulicy Glinianej wzniecono pożar trwający od 11 maja 1945 r. Zniszczeniu uległa także szkoła, która istniała u zbiegu ulicy Glinianej i Wapiennej.
Odbudowę i nową zabudowę w tej części miasta rozpoczęto w latach 50. XX wieku i kontynuowano w latach 60. XX wieku w ramach budowy osiedla mieszkaniowego „Huby”. Na północ od ulicy Kamiennej, gdzie część zabudowy została zachowana, w ramach budowy osiedla Huby, oprócz typowych bloków wolnostojących z prefabrykatów, budowano także budynki w zabudowie plombowej. W 1960 r. oddano pierwszych 488 mieszkań przy ulicach Glinianej, Borowskiej i Łódzkiej. Od 1948 r. aż do lat 60. XX wieku sukcesywnie trwały prace nad obudową kościoła św. Henryka, który wyszedł z działań wojennych zniszczony w około 60 procentach. Później od początku lat 70. XX wieku prowadzono budowę nowej plebanii przy kościele św. Henryka, którą zakończono w 1975 r. Zabudowę ulicy uzupełniają budynki współczesne z lat 90. XX wieku i późniejszych. Między innymi przy skrzyżowaniu z ulicą Ślężną po stronie południowej ulicy Glinianej od 2011 r. do maja 2012 r., na podstawie decyzji o pozwoleniu na budowę z 2009 r., prowadzono inwestycję polegającą na budowie Hoteli Premiere Class i Campanile. Dla tej budowy inwestorem była firma Warimpex Finanz- und Beteiligungs AG, za projekt architektoniczny odpowiadało biuro Impressio z Wrocławia, a aranżację wnętrz hotelowych przygotował Patrick Jouin, znany francuski designer i architekt wnętrz. Natomiast przy skrzyżowaniu z ulicą Borowską po stronie północnej ulicy Glinianej w grudniu 2017 r. rozpoczęto budowę budynku Starter III, którą zakończono w styczniu 2020 r. Inwestorem była firma Dolnośląskie Inwestycje, a projekt opracowało biuro AP Szczepaniak. Budowa realizowana była na podstawie decyzji o pozwoleniu na budowę z 2017 r. W czerwcu 2006 r. rozpoczęto program przebudowy pomieszczeń w budynku przy ulicy Glinianej 20-22 z przeznaczeniem na utworzenie Powiatowego Urzędu Pracy, który zakończył się w grudniu 2015 r. Ponadto od listopada 2008 do stycznia 2010 r. zrealizowano, w ramach programu rewitalizacji wrocławskich kamienic "100 Kamienic", rewitalizację budynku przy ulicy Glinianej 38 i Gajowej 25, w październiku i listopadzie 2011 r. przebudowano siedzibę Rady Osiedla Huby przy ulicy Glinianej 55/2-3.
Nowa zabudowa powojenna zmieniała także część powiązań drogowych. Przykładowo powiązanie z ulicą Glinianą straciła ulica Wapienna, której północny odcinek został zlikwidowany. Także budowa bloków mieszkalnych przy ulicy Wesołej i Przestrzennej spowodowały przerwanie biegu ulicy Ciepłej zrywając z wymienionymi ulicami połączenie drogowe ulicy Glinianej poprzez tę ulicę.
Również sama ulica w XXI wieku została zmodernizowana i przebudowana, także w połączeniu z powiązanymi drogami. Między innymi zrewitalizowano torowiska tramwajowe w ulicy Hubskiej (lata 2009–2011) oraz zbudowano nowe w tej ulicy w kierunku północnym, zmieniając układ powiązań komunikacyjnych z ulicą Glinianą (lata 2016–2020).

## Nazwy
W swojej historii ulica nosiła następujące nazwy:
- Lehmgrubenstrasse, do 1945 r.[2][10][46][47]
- Gliniana, od 1945 r.[1][2][10][46][48]

Niemiecka nazwa ulicy Lehmgrubenstrasse nawiązywała do nazwy osiedla Lehmgruben, dziś Glinianki, powstałego w miejscu dawnej wsi, włączonego do miasta w 1868 r. Obie nazwy, niemiecka i polska, nawiązują do miejsca, w którym wydobywano glinę. W tłumaczeniu niemieckiej nazwy Lehm oznacza glinę, a Lehmgruben oznacza dół glinny (miejsce wydobywania giny). Współczesna nazwa ulicy została nadana przez Zarząd Wrocławia i ogłoszona w okólniku nr 97 z 31.12.1945 r.

## Układ drogowy

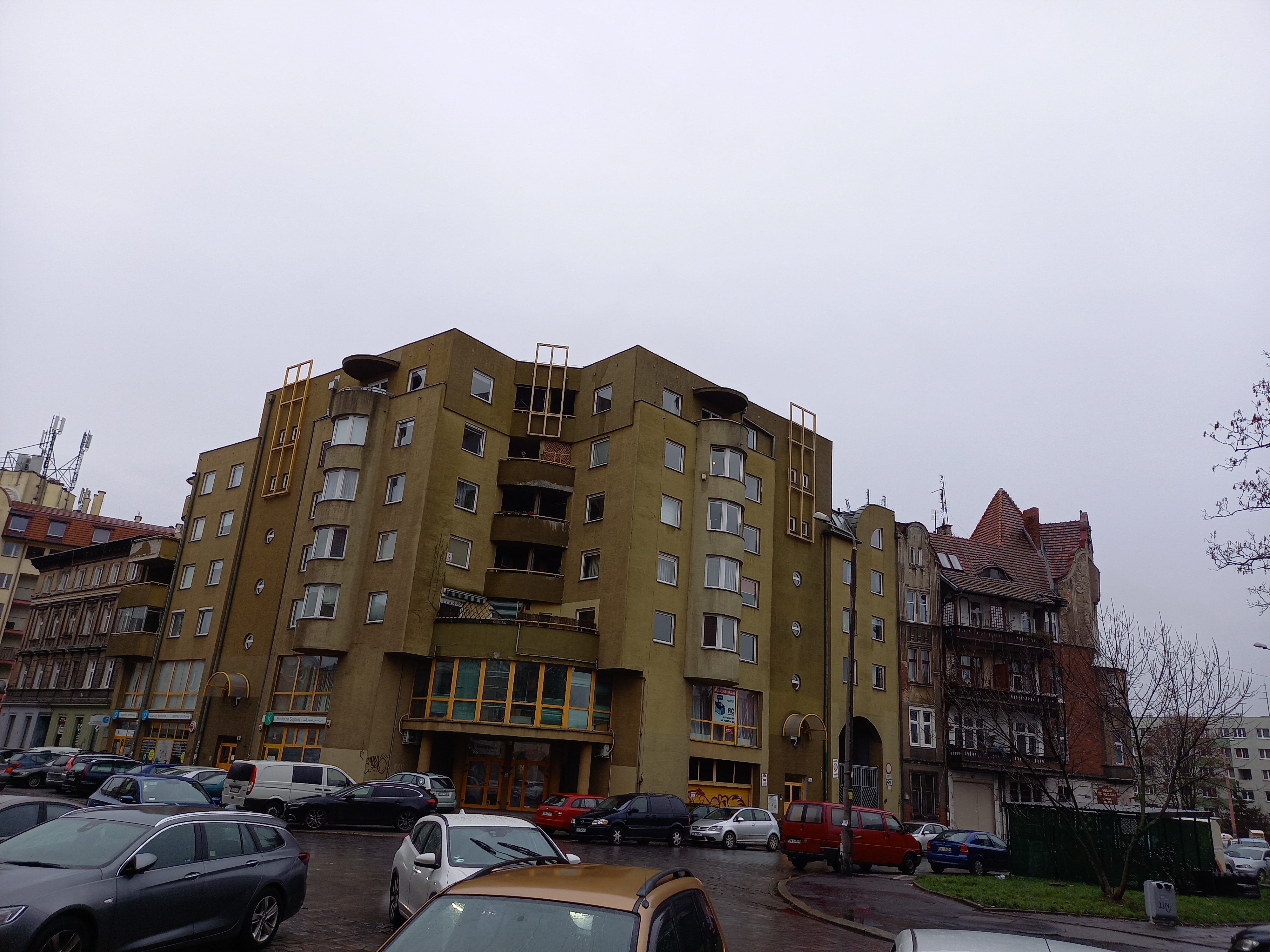
Odnoga ul. Glinianej do ul. Gajowej

Do ulicy Glinianej przypisana jest droga gminna o długości 1003 m (numer drogi 105821D, numer ewidencyjny drogi G1058210264011), a oprócz tego działki o statusie drogi wewnętrznej – odpowiednio działka 13 m i sięgacz 52 m. Biegnie od skrzyżowania z ulicą Ślężną i Dyrekcyjną, do ulicy Hubskiej. Ulica ma charakterystyczny, kręty przebieg i obejmuje odgałęzienia jezdni do ulicy Gajowej i Łódzkiej.
Ulica łączy się z następującymi drogami kołowymi:
| Powiązanie                         | kierunek                            | Droga | Fotografia | Opis                                                                  |
| ---------------------------------- | ----------------------------------- | --- | ---------- | --------------------------------------------------------------------- |
| skrzyżowanie sygnalizacja świetlna | ↑ kontynuacja deptak, dalej sięgacz | ulica Studzienna |            | brak połączenia drogowego                                             |
| skrzyżowanie sygnalizacja świetlna | ← →                                 | ulica Ślężna w kierunku południowym: torowisko tramwajowe klasy głównej do 31.12.2019 r.: DK 98 w kierunku północnym (zakaz wjazdu): klasy zbiorczej |            | ul. Ślężna, w lewo ul. Gliniana                                       |
| skrzyżowanie sygnalizacja świetlna | →                                   | ulica Dyrekcyjna torowisko tramwajowe do 31.12.2019 r.: DK 98                                                                                        |            | na pierwszym planie ul. Dyrekcyjna, w lewo przed hotelem ul. Gliniana |
| skrzyżowanie sygnalizacja świetlna | ← →                                 | ulica Borowska w kierunku północnym: torowisko tramwajowe klasy zbiorczej ulica śródmiejska                                                          |            | autobus na ul. Glinianej, tramwaj skręcający z ul. Borowskiej         |
| skrzyżowanie                       | →                                   | ulica Joannitów klasy dojazdowej |            | w prawo                                                               |
| skrzyżowanie                       | ←                                   | ulica Ciepła | w lewo     |                                                                       |
| skrzyżowanie                       | →                                   | ulica Gliniana (odnoga do ulicy Gajowej w ramach działki nr 33/2, AM-18, obręb Południe)                                                             |            | na wprost (widok z ul. Łódzkiej)                                      |
| skrzyżowanie                       | ←                                   | ulica Łódzka |            | na wprost (widok z odnogi ul. Glinianej)                              |
| skrzyżowanie                       | ← →                                 | ulica Gajowa |            | ul. Gajowa na wprost ul. Gliniana po lewej i po prawej                |
| włączenie do drogi publicznej      | ←                                   | sięgacz ulicy Glinianej droga wewnętrzna |            | widok z sięgacza                                                      |
| skrzyżowanie sygnalizacja świetlna | ← →                                 | ulica Hubska torowisko tramwajowe do 1.10.2018 r. (2019 r.): DW 395                                                                                  |            | widok z ul. Glinianej, poprzeczna: ul. Hubska                         |

## Drogi przypisane do ulicy
Ulica położona jest na działkach ewidencyjnych o łącznej powierzchni 27 275 m², w tym drogi gminne to 26 711 m², a drogi wewnętrzne zajmują 564 m². Odcinek ulicy od skrzyżowania z ulicą Ślężną i Dyrekcyjną do skrzyżowania z ulicą Borowską stanowi ulicę jednokierunkową, bez torowiska tramwajowego. Ten odcinek posiada nawierzchnię z granitowej kostki kamiennej. Dalej droga jest jednojezdniowa, dwukierunkowa, z dwoma torami tramwajowymi w środku jezdni. Jezdnie ulicy na całej długości tego odcinka posiadają nawierzchnie z masy bitumicznej, z wyłączeniem pewnych odcinków, np. przy przystankach tramwajowych, na których wykonano nawierzchnię betonową, oraz nawierzchnię betonową w obrębie torowiska tramwajowego. Łącznik (odnoga) ulicy położony na wprost ulicy Łódzkiej, do ulicy Gajowej, posiada nawierzchnię z granitowej kostki brukowej. Natomiast sięgacz stanowiący drogę wewnętrzną posiada nawierzchnię betonową.
| Droga, status, inne | Działka                     | Powierzchnia | Fotografia |
| --- | --------------------------- | ------------ | ---------- |
| od ulicy Ślężnej do ulicy Borowskiej droga gminna | nr 6/2 AM-17 obręb Południe | 2 195 m²     |            |
| od ulicy Borowskiej do ulic: Joannitów i Ciepłej droga gminna torowisko tramwajowe                                                                                   | nr 39 AM-17 obręb Południe  | 5 473 m²     |            |
| od ulic: Joannitów i Ciepłej do ulicy Gajowej droga gminna torowisko tramwajowe oprócz jezdni głównej obejmuje łącznik do ulicy Gajowej i łączniki do ulicy Łódzkiej | 33/2 AM-18 obręb Południe   | 11 582 m²    |            |
| od ulic: Joannitów i Ciepłej do ulicy Gajowej droga gminna torowisko tramwajowe oprócz jezdni głównej obejmuje łącznik do ulicy Gajowej i łączniki do ulicy Łódzkiej | 69/3 AM-18 obręb Południe   | 4 m²         |            |
| od ulic: Joannitów i Ciepłej do ulicy Gajowej droga gminna torowisko tramwajowe oprócz jezdni głównej obejmuje łącznik do ulicy Gajowej i łączniki do ulicy Łódzkiej | 47/10 AM-18 obręb Południe  | 126 m²       |            |
| od ulic: Joannitów i Ciepłej do ulicy Gajowej droga gminna torowisko tramwajowe oprócz jezdni głównej obejmuje łącznik do ulicy Gajowej i łączniki do ulicy Łódzkiej | 30/3 AM-18 obręb Południe   | 372 m²       |            |
| od ulic: Joannitów i Ciepłej do ulicy Gajowej droga gminna torowisko tramwajowe oprócz jezdni głównej obejmuje łącznik do ulicy Gajowej i łączniki do ulicy Łódzkiej | 32/3 AM-18 obręb Południe   | 141 m²       |            |
| od ulic: Joannitów i Ciepłej do ulicy Gajowej droga gminna torowisko tramwajowe oprócz jezdni głównej obejmuje łącznik do ulicy Gajowej i łączniki do ulicy Łódzkiej | razem                       | 12 225 m²    |            |
| od ulicy Gajowej do ulicy Hubskiej droga gminna torowisko tramwajowe                                                                                                 | 16/2 AM-19 obręb Południe   | 6 545 m²     |            |
| od ulicy Gajowej do ulicy Hubskiej droga gminna torowisko tramwajowe                                                                                                 | 31/3 AM-19 obręb Południe   | 99 m²        |            |
| od ulicy Gajowej do ulicy Hubskiej droga gminna torowisko tramwajowe                                                                                                 | 32/1 AM-19 obręb Południe   | 174 m²       |            |
| od ulicy Gajowej do ulicy Hubskiej droga gminna torowisko tramwajowe                                                                                                 | razem                       | 6 818 m²     |            |
| sięgacz droga wewnętrzna | 30/2 AM-19 obręb Południe   | 435 m²       |            |
| działka przy skrzyżowaniu z ulicą Hubską droga wewnętrzna | 12/1 AM-19 obręb Południe   | 129 m²       |            |
| Razem drogi gminne: 26 711 m² Razem drogi wewnętrzne: 564 m² Rezem: 27 275 m²                                                                                        |                             |              |            |

## Komunikacja i transport

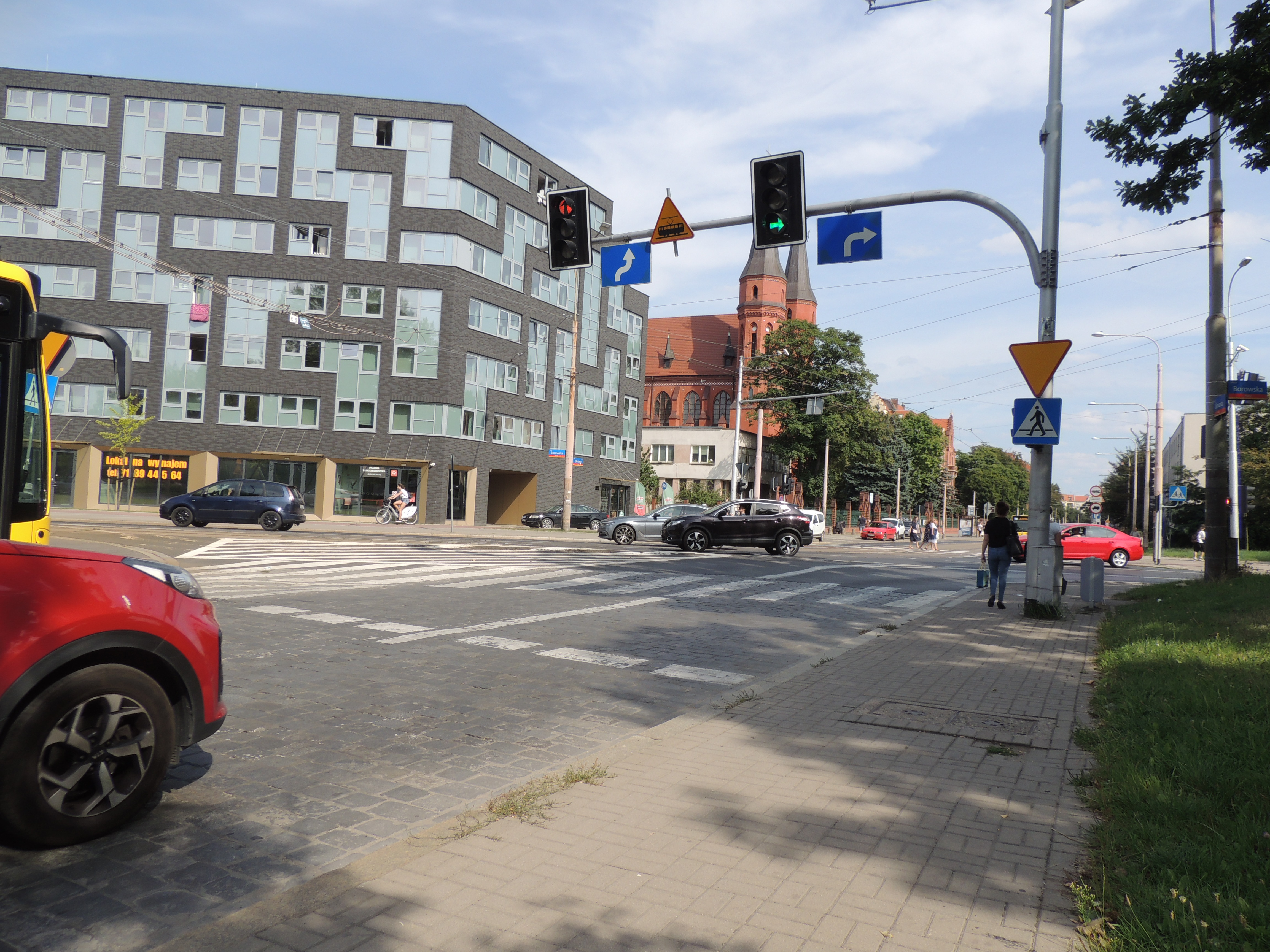
Ul. Gliniana, po lewej Starter III

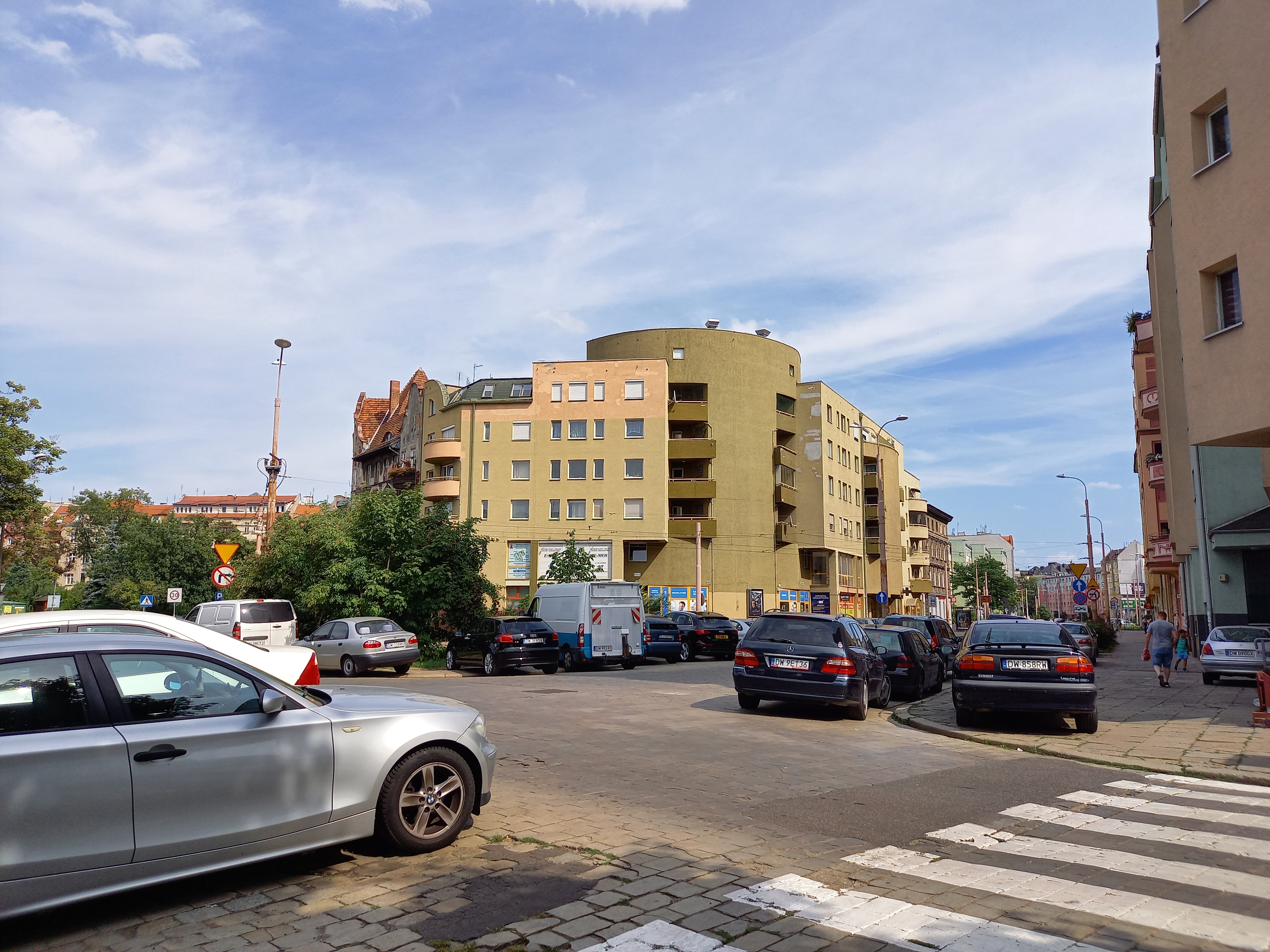
Ul. Gliniana 40 i 42-44

Ulicą Glinianą, w ramach komunikacji miejskiej, przebiegają linie autobusowe i tramwajowe. Dzienne autobusy miejskie kursują krótkim odcinkiem ulicy, od ulicy Ślężnej do ulicy Borowskiej, w jednym, wskazanym kierunku. W stronę przeciwną autobusy przebiegających tu linii jadą ulicą Borowską. Przy tym odcinku położony jest przystanek autobusowy o nazwie "Dyrekcyjna". Z kolei tramwaje miejskie kursują ulicą Glinianą na odcinku od ulicy Borowskiej do ulicy Hubskiej w obu kierunkach. Przy położonym w ulicy torowisku tramwajowym urządzono dwa przystanki: jeden w rejonie ulicy Joannitów i Ciepłej, o nazwie "Joannitów", a drugi przy skrzyżowaniu z ulicą Gajową, o nazwie "Gajowa". Na całej długości ulicy natomiast wyznaczono przejazdy nocnej komunikacji autobusowej z uwzględnieniem opisanych przystanków .
Przy ulicy Glinianej nie ma wyznaczonych dróg rowerowych. Takie drogi urządzono przy łączących się z nią ulicach: Ślężną, Borowską i Hubską. Ponadto dla ruchu rowerowego wskazano łączące się z ulicą Glinianą ulice objęte strefą ograniczenia prędkości 30 km/h: Joannitów, Ciepłą, Łódzką i Gajową. Przy skrzyżowaniu z ulicą Gajową znajduje się stacja roweru miejskiego .

## Znaczenie ulicy i powiązań
Odcinek ulicy Glinianej od ulicy Ślężnej do Borowskiej przebiega przez obszar o charakterze ogólnomiejskim, w ramach wielofunkcyjnego obszaru centrum miasta oraz stanowiącym ważną przestrzeń publiczną placu lub skrzyżowania, pełniącą między innymi rolę punktu rozpoznawalności i orientacji w przestrzeni, także w powiązaniu z budynkiem Wroclavia i szkoły (Technikum nr 18 przy ulicy Ślężnej 2-24), z ofertą usług podstawowych oraz miejsca spotkań i integracji. Dalszy odcinek ulicy określany jest jako przestrzeń lokalna, przy czym odcinek przy skrzyżowaniu z ulicą Gajową, oraz odcinkiem tej drugiej ulicy do ulicy Kamiennej stanowi lokalne centrum osiedla. Ulica łączy się na końcu z ulicą Hubską, która również ma charakter ogólnomiejski. Sama ulica ma dla osiedla charakter zbiorczy oraz stanowi główny korytarz tramwajowy.

## Zabudowa i zagospodarowanie
Pierwszy odcinek ulicy, od ulicy Ślężnej do ulicy Borowskiej przebiega przez teren, który po północnej stronie ulicy obejmuje zieleniec, a po stronie południowej teren i zabudowę Hoteli Campanile (Campanile Wrocław Centrum***) i Premiere Classe (Premiere Classe Wrocław Centrum*). Budynki mają 5 kondygnacji, obejmują 288 pokoi hotelowych. Znajduje się to 130 miejsc parkingowych. Całość położona jest na działkach o łącznej powierzchni 14 740 m².
Dalej ulica przebiega przez obszar zabudowy śródmiejskiej. Odcinek ulicy od ulicy Borowskiej do ulicy Joannitów i Ciepłej przebiega pośród zabudowy osiedla Huby o charakterze blokowym. Po stronie północnej zabudowę tę rozpoczyna budynek Starter III przylegający do położonego przy ulicy Dyrekcyjnej 5–7 budynku Angel Care. Jest to średniowysoki budynek handlowo-usługowy, o siedmiu kondygnacjach nadziemnych, z 255 lokalami mieszkalnymi, tzw. mikroapartamentami, o powierzchniach od kilkunastu do prawie trzydziestu metrów kwadratowych, położonymi od pierwszego piętra w górę. Natomiast na parterach znajdują się lokale handlowo-usługowe. Łączna powierzchnia użytkowa wynosi 6500 m². Kolejnym obiektem w tej pierzei jest dwukondygnacyjny budynek domu parafialnego, w którym mieści się między innymi Poradnia Rodzinna przy Parafii św. Henryka i dalej ogrodzony teren z kościołem pw. św. Henryka, o powierzchni 10 144 m². Tu położony jest pomnik papieża Jana Pawła II z 1999/2000 r. Dalej do ulicy Joannitów rozciąga się teren z zabudowaniami dawnego szpitala św. Anny, obecnie użytkowanymi przez Powiatowy Urząd Pracy we Wrocławiu (pięciokondygnacyjny biurowiec) i przez Narodowy Fundusz Zdrowia (budynek o 3 kondygnacjach). Południowa strona ulicy na tym odcinku zagospodarowana jest przez osiedle mieszkaniowe Huby. Przy ulicy Glinianej położony jest dwunastokondygnacyjny punktowiec (typu Punktowiec przy ulicy Jastrzębiej), a dalej dwa czteroklatkowe domy wielorodzinne o pięciu kondygnacjach nadziemnych.
Dalej za ulicą Joannitów po stronie północnej rozpościera się teren szkoły z odrębnym budynkiem sali sportowej i budynkiem głównym, o powierzchni 6638 m² oraz teren z przychodnią o powierzchni 4958 m². Za tą zabudową przy jezdni głównej ulicy i po rozwidleniu przy jezdni biegnącej do ulicy Gajowej położone są Rodzinne Ogrody Działkowe Gaje. Natomiast kwartał zabudowy otoczony z trzech stron ulicą Glinianą, a po stronie wschodniej ulicą Gajową, zabudowany jest pierzejowo po obwodzie kamienicami i współczesnymi budynkami mieszkalno-usługowymi od 4 do 6 kondygnacji nadziemnych. Natomiast po stronie południowej między ulicą Ciepłą a Łódzką, położona jest zachowana kamienica i pierzejowa zabudowa wzdłuż wschodniej strony ulicy Ciepłej, a dalej wolnostojące, pięciokondygnacyjne bloki mieszkalne, za którymi we wnętrzu kwartału położone są Rodzinne Ogrody Działkowej Bajki. Za ulicą Łódzką zmienia się nieco charakter zabudowy. Tu rozpoczyna się obszar, na którym dominuje ciągła zabudowa pierzejowa wzdłuż ulic, na którą składają się zachowane kamienice, powojenne bloki plombowe i późniejsza zabudowa uzupełniającą. Taki charakter zabudowy kontynuowany jest po obu stronach ulicy także na odcinku od ulicy Gajowej do ulicy Hubskiej, o wysokości od pięciu do siedmiu kondygnacji. Na tym ostatnim odcinku po stronie północnej za pierwszą linią zabudowy we wnętrzu międzyblokowym położony jest żłobek przy ulicy Hubskiej 39, a po stronie południowej analogicznie za pierwszą linią zabudowy przy łączniku ulicy Glinianej położone są: kamienica i współczesny budynek mieszkalny, oraz przedszkole nr 136 Mały Sportowiec, na działce o powierzchni 4074 m².
Ulica przebiega przez teren o wysokości bezwzględnej od 119,0 do 119,8 m n.p.m.

## Punkty adresowe
W lipcu 2021 r. przy ulicy znajdowały się następujące punkty adresowe:
- strona północna – numery parzyste:
  - ulica Gliniana 14[141], funkcja: pozostałe[142][143]: Starter III[37]
  - ulica Gliniana 16[144], funkcja: pozostałe[142][143], dom parafialny, 2 kondygnacje[49]: Poradnia Rodzinna przy Parafii św. Henryka[125]
  - ulica Gliniana 18[145], funkcja: kultu religijnego[142][143]: Kościół pw. św. Henryka[6][49][126]
  - ulica Gliniana 20-22[146][147], funkcja: pozostałe[142][143], biurowa, 5 kondygnacji[49]: Powiatowy Urząd Pracy we Wrocławiu[129][130]
  - ulica Gliniana 24-26[148], funkcja: szpitale i zakłady opieki medycznej[142][143], biurowa, 3 kondygnacje[49]: budynki NFZ w zespole dawnego szpitala św. Anny[6][149]
  - ulica Gliniana 30[150], funkcja: szkoła[49][142][143], 4 kondygnacje[49]: Szkoła Podstawowa nr 73 Generała Władysława Andersa[49][131] (i inne[150])
  - ulica Gliniana 32-34[151], funkcja: szpitale i zakłady opieki medycznej[142][143][49], 4 kondygnacje[49]: NZOZ Praktyka Lekarzy Rodzinnych[133][134]
  - ulica Gliniana 36[152]: ROD Gaje[116]
  - ulica Gliniana 38[153], funkcja – budynek mieszkalny[142][143], 5 kondygnacji[49]: kamienica[6]
  - ulica Gliniana 40[154], funkcja – budynek mieszkalny[142][143], 6 kondygnacji[49]
  - ulica Gliniana 42-44[155][156], funkcja – budynek mieszkalny[142][143], 6 kondygnacji[49]: między innymi apteka[157]
  - ulica Gliniana 46-54[158][159][160][161][162], funkcja – budynek mieszkalny[142][143], 5 kondygnacji[49]
  - ulica Gliniana 56[163], funkcja – budynek mieszkalny[142][143]: kamienica[6], 5 kondygnacji[49]
  - ulica Gliniana 58[164], funkcja – budynek mieszkalny[142][143]: kamienica[6], 5 kondygnacji[49]
  - ulica Gliniana 60[165], funkcja – budynek mieszkalny[142][143]: kamienica[6], 5 kondygnacji[49]
  - ulica Gliniana 62-64[166][167], funkcja – budynek mieszkalny[142][143], 5 kondygnacji[49]
  - ulica Gliniana 66[168], funkcja – budynek mieszkalny[142][143]: kamienica[6], 5 kondygnacji[49]
  - ulica Gliniana 68[169], funkcja – budynek mieszkalny[142][143], 6 kondygnacji[49]

- strona południowa – numery nieparzyste:
  - ulica Gliniana 23[170], funkcja – budynek mieszkalny[142][143], 12 kondygnacji[49]
  - ulica Gliniana 25-31[171][172][173][174], funkcja – budynek mieszkalny[142][143], 5 kondygnacji[49]
  - ulica Gliniana 35-41[175][176][177][178], funkcja – budynek mieszkalny[142][143], 5 kondygnacji[49]
  - ulica Gliniana 43[179], funkcja – budynek mieszkalny[142][143], 7 kondygnacji[49]
  - ulica Gliniana 45[180], funkcja – budynek mieszkalny[142][143], 6 kondygnacji[49]: kamienica[6]
  - ulica Gliniana 47[181], funkcja – handlowo-usługowa[142][143], 1 kondygnacja[49]
  - ulica Gliniana 49-55[182][183][184][185], funkcja – budynek mieszkalny[142][143], 5 kondygnacji[49]: Rada Osiedla Huby, ulica Gliniana 55[186]
  - ulica Gliniana 59-61[187][188], funkcja – budynek mieszkalny[142][143], 8 kondygnacji[49]
  - ulica Gliniana 63[189], funkcja – budynek mieszkalny[142][143], 4 kondygnacje[49]
  - ulica Gliniana 65[190], funkcja – budynek mieszkalny[142][143], 6 kondygnacji[49]: kamienica[6]
  - ulica Gliniana 67-69[191][192], funkcja – budynek mieszkalny[142][143], 8 kondygnacji[49]
  - ulica Gliniana 71-83[193][194][195][196][197][198][199], funkcja – budynek mieszkalny[142][143], 5 kondygnacji[49]
  - ulica Gliniana 85[200], funkcja – szkoła[142][143], 3 kondygnacje[49]: Przedszkole nr 136 Mały Sportowiec[137]
  - ulica Gliniana 87[201], funkcja – budynek mieszkalny[142][143], 5 kondygnacji[49]: kamienica[6]
  - ulica Gliniana 89[202], funkcja – budynek mieszkalny[142][143], 5 kondygnacji[49]: kamienica[6]
  - ulica Gliniana 89a, 89b, 89c, 89d[203][204][205][206], funkcja – budynek mieszkalny[142][143], 6 kondygnacji[49]
  - ulica Gliniana 91-99[207][208][209][210][211], funkcja – budynek mieszkalny[142][143], 5 kondygnacji[49].

## Demografia
Ulica przebiega przez kilka rejonów statystycznych, przy czym prezentowane dane są aktualne na dzień 31.12.2020 r.:
| Rejon statystyczny nr | Liczba osób zameldowanych na pobyt stały | Gęstość zaludnienia [os./km²] | Położenie                                           |
| --------------------- | ---------------------------------------- | ----------------------------- | --------------------------------------------------- |
| 931640                | 1 211                                    | 1 434                         | od ulicy Ślężnej do ulicy Borowskiej                |
| 931400                | 872                                      | 1 954                         | strona północna: od ul. Borowskiej do ul. Gajowej   |
| 931670                | 948                                      | 20 330                        | strona północna: od ul. Gajowej do ul. Hubskiej     |
| 931650                | 948                                      | 21 273                        | strona południowa: od ul. Borowskiej do ul. Ciepłej |
| 931660                | 1 702                                    | 29 681                        | strona południowa: od ul. Ciepłej do ul. Gajowej    |
| 931720                | 1 019                                    | 29 853                        | strona południowa: od ul. Gajowej do ul. Hubskiej   |

## Zieleń
Tereny zieleni oraz inna zieleń urządzona w otoczeniu ulicy Glinianej:
| Nazwa | Parametr                | Strona     | Położenie | Fotografia |
| --- | ----------------------- | ---------- | --- | ---------- |
| Zieleniec przy ul. Borowskiej – Ślężnej wraz z promenadą wzdłuż Parku generała Andersa i Parku Skowroniego, szpaler drzew wzdłuż ulicy Glinianej po stronie północnej | powierzchnia: 5 797 m²  | południowa | pomiędzy ulicami: Dyrekcyjną, Glinianą oraz Borowską i dalej wzdłuż Borowskiej w kierunku południowym po jej zachodniej stronie |            |
| zieleń wypoczynkowa | brak danych             | południowa | za budynkami ulica Gliniana 25-41                                                                                               |            |
| zespół rekreacyjno-sportowy | brak danych             | północna   | teren szkoły nr 73 |            |
| ROD Bajki | powierzchnia: 8 547 m²  | południowa | pomiędzy ulicami: Glinianą, Ciepłą, Wesołą i Łódzką, we wnętrzu międzyblokowym                                                  |            |
| ROD Gaje | powierzchnia: 10 308 m² | północna   | pomiędzy ulicami: Gajową, Dawida i Glinianą oraz zabudową przy ul. Dawida 11 i ul. Glinianą 32-34                               |            |

## Ochrona i zabytki
Obszar przez który przebiega ulica Gliniana (z wyjątkiem odcinka od ulicy Ślężnej do ulicy Borowskiej) podlega ochronie i jest wpisany do gminnej ewidencji zabytków pod pozycją Huby i Glinianki. W szczególności ochronie podlega historyczny układ urbanistyczny w rejonie ulic Suchej, Hubskiej, Kamiennej i Borowskiej, wraz z Parkiem Andersa i zajezdnią oraz osiedlem w rejonie ulic Paczkowskiej i Nyskiej kształtowany sukcesywnie w latach 60. XIX wieku oraz w XX wieku i po 1945 r. Stan zachowania tego układu ocenia się na dobry.
Przy ulicy i w najbliższym sąsiedztwie znajdują się następujące zabytki:
| Obiekt, położenie | Powstanie, rodzaj ochrony | Fotografia |
| --- | --- | ---------- |
| strona północna | |            |
| Kościół pw. św. Henryka, rzymsko-katolicki, parafialny ulica Gliniana 18                                                                                          | lata 1889-1893, lata 1948–1952 (odbudowa) rodzaj ochrony: rejestr zabytków pod nr 355/Wm z dnia 3.08.1977 r., A/1302/355/Wm z 19.08.2009 r. |            |
| Ogrodzenie frontowe posesji kościoła pw. św. Henryka ulica Gliniana 16-18                                                                                         | 1893 r., 2016 r. (remont) rodzaj ochrony: rejestr zabytków pod nr A/5993 z dnia 16.02.2016 r.                                               |            |
| Zespół szpitala św. Anny ulica Gliniana 22-28 | cały zespół |            |
| Zespół szpitala św. Anny (Malteser Kinderkrankenhaus St. Anna) – budynek szpitalny, obecnie siedziba Powiatowego Urzędu Pracy ulica Gliniana 22                   | 1892 r., lata 2008–2010 (remont) rodzaj ochrony: inny, poz. 1 w zespole                                                                     |            |
| Zespół szpitala św. Anny (Malteser Kinderkrankenhaus St. Anna) – budynek administracyjno-gospodarczy, obecnie budynki NFZ Oddział Dolnośląski ulica Joannitów 2-6 | około 1890 r., lata 2008–2010 remont generalny rodzaj ochrony: inny, poz. 2 w zespole                                                       |            |
| Zespół szpitala św. Anny (Malteser Kinderkrankenhaus St. Anna) – kostnica, obecnie budynki NFZ Oddział Dolnośląski ulica Joannitów 2-6                            | około 1890 r., lata 2008–2010 remont generalny rodzaj ochrony: inny, poz. 3 w zespole                                                       |            |
| Zespół szpitala św. Anny – oficyna mieszkalno-gospodarcza | poz. 4 w zespole |            |
| Elementarna szkoła ludowa Nr 78, obecnie Szkoła Podstawowa nr 73 im. gen. Władysława Andersa – budynek główny ulica Gliniana 30                                   | lata 1888-1900 rodzaj ochrony: inny |            |
| Elementarna szkoła ludowa Nr 78, obecnie Szkoła Podstawowa nr 73 im. gen. Władysława Andersa – sala gimnastyczna ulica Gliniana 30                                | lata 1906−1907 rodzaj ochrony: inny |            |
| Macierzysty Dom Diakoniss, obecnie budynek mieszkalny z gabinetami lekarzy rodzinnych (część rozebrana) ulica Gliniana 32-34                                      | 1869 r., 1910 r. rodzaj ochrony: inny |            |
| Willa, żłobek ulica Gliniana 36 | (prawdopodobnie nie istnieje, adres wskazuje na ROD Gaje)                                                                                   |            |
| Kamienica ulica Gliniana 38 | około 1905 r. rodzaj ochrony: inny |            |
| Kamienica "Pod Semaforem" z piwiarnią i gospodą Karla Donner'a, obecnie budynek mieszkalny z usługowym przyziemiem ulica Gajowa 25                                | około 1870 r. rodzaj ochrony: inny |            |
| Kamienica ulica Gliniana 56 | około 1905 r. rodzaj ochrony: inny |            |
| Kamienica ulica Gliniana 58 | około 1905 r. rodzaj ochrony: inny |            |
| Kamienica ulica Gliniana 60 | około 1905 r. rodzaj ochrony: inny |            |
| Kamienica ulica Gliniana 66 | około 1900 r. rodzaj ochrony: inny |            |
| strona południowa | |            |
| Kamienica ulica Gliniana 45 | około 1905 r. rodzaj ochrony: inny |            |
| Kamienica ulica Gliniana 65 | około 1907 r. rodzaj ochrony: inny |            |
| Kamienica ulica Gliniana 87 | około 1915 r. rodzaj ochrony: inny |            |
| Kamienica ulica Gliniana 89 | około 1915 r., po 2000 r. rodzaj ochrony: inny                                                                                              |            |

## Baza TERYT

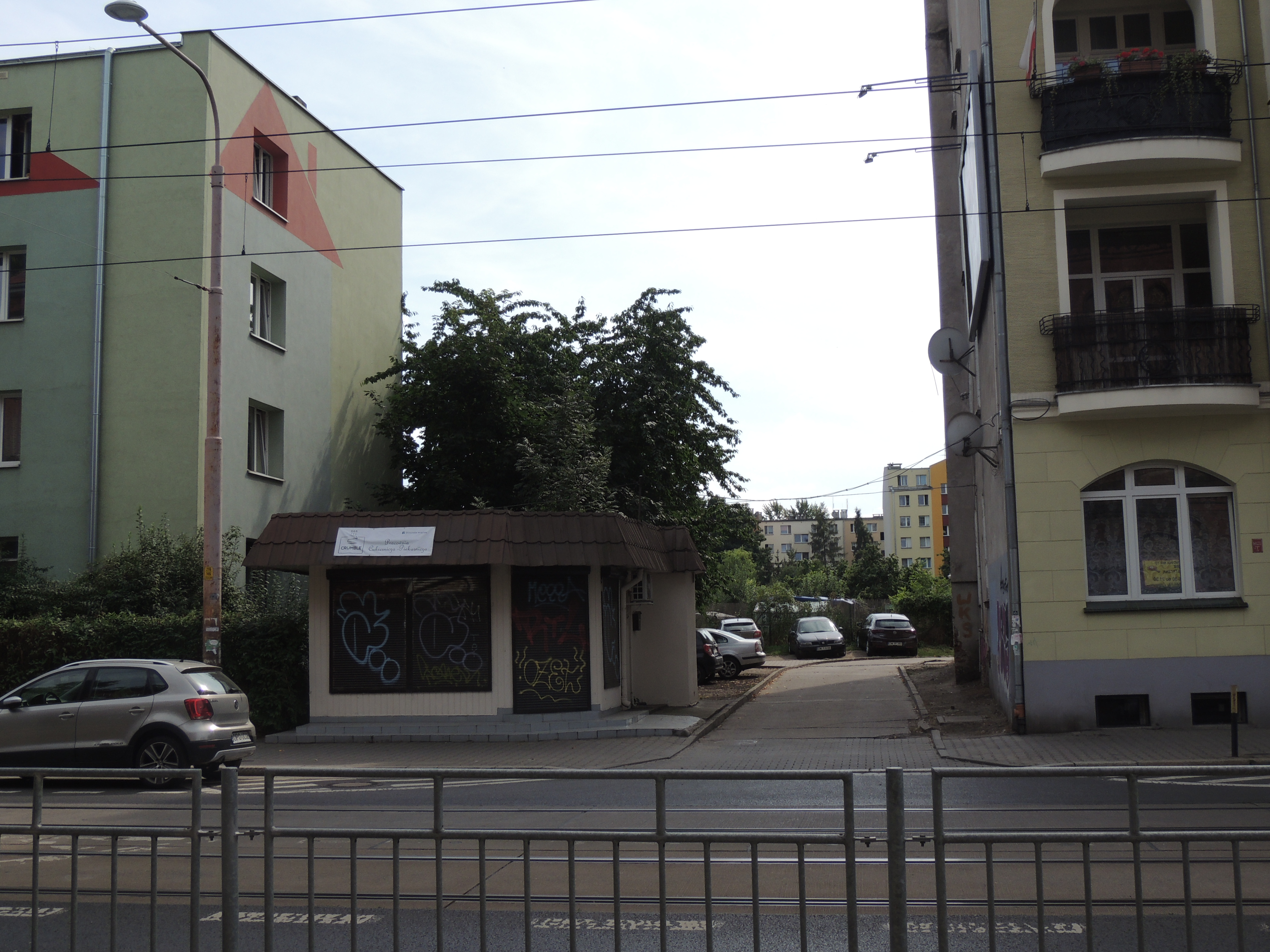
Ul. Gliniana 47, w tle ROD Bajki

Dane Głównego Urzędu Statystycznego z bazy TERYT, spis ulic (ULIC):
- województwo: DOLNOŚLĄSKIE (02)
- powiat: Wrocław (0264)
- gmina/dzielnica/delegatura: Wrocław (0264011) gmina miejska; Wrocław-Krzyki (0264039) delegatura
- Miejscowość podstawowa: Wrocław (0986283) miasto; Wrocław-Krzyki (0986544) delegatura
- kategoria/rodzaj: ulica
- Nazwa ulicy: ul. Gliniana (05559)[265].